# Hlubočepy

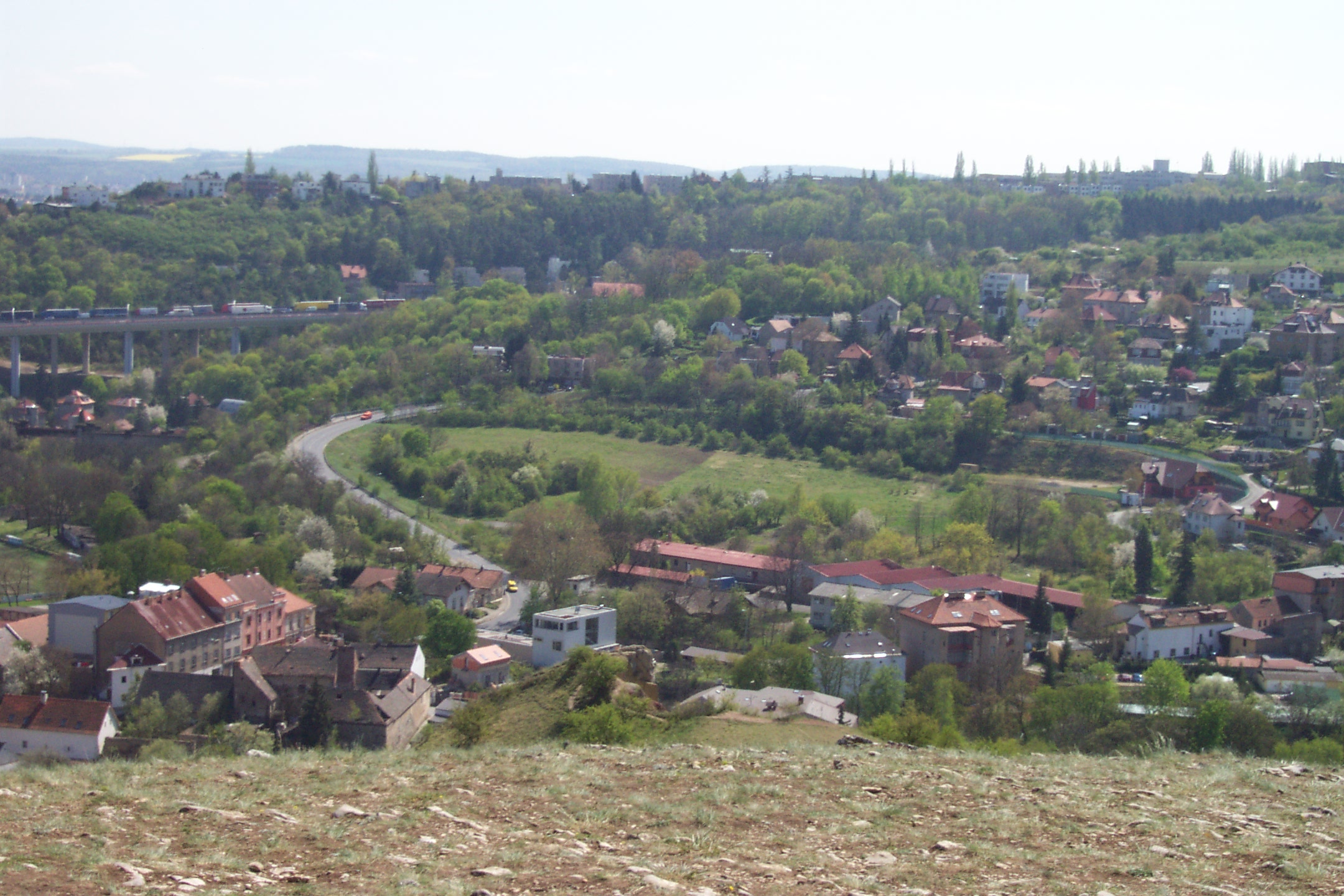
Zicht op Hlubočepy

Hlubočepy is een wijk in de Tsjechische hoofdstad Praag. Sinds 1922 is het oorspronkelijke dorp onderdeel van de gemeente Praag en sinds 1990 hoort de wijk bij het gemeentelijke district Praag 5. Hlubočepy heeft 22.556 inwoners (2006).
Hlubočepy ligt op de linkeroever van de Moldau, tegenover de wijk Braník. Tussen deze twee wijken ligt een van de belangrijkste bruggen van Praag, de Barrandovbrug (Barrandovský most). Over deze brug loopt de M0, onderdeel van de stadsring van Praag.